# Murter (Surses)
Der Murter ⓘ (rätoromanisch, von lateinisch mortarium ‚Mörser, hochgelegene Alpweide, besonders Schafweide‘) ist ein langgestreckter Grat südlich des Skigebiets Savognin im Kanton Graubünden in der Schweiz. Der Grat trennt die Val Curtegns von der Val Schmorras. Sein nördlicher Eckpunkt ist der Piz Mez (2718 m ü. M.). Die Kulmination befindet sich im südlichen Teil des Grates und ist 2752 m ü. M. Durch die Nähe zum Skigebiet ist sie ein einfach zu erreichender Skitourenberg.

## Lage und Umgebung
Der Murter ist ein Grat, dessen nördlicher Eckpunkt der Piz Mez (2718 m ü. M.) ist und dessen Kulmination 2752 m ü. M. sich im Süden befindet. Er wird im Westen durch die Val Schmorras und im Osten durch die Val Curtegns, zwei Seitentäler des Val Nandro eingefasst. Der Grat wird gegen Süden felsig und ist mit groben Schichtköpfen besetzt, die nach Süden steil abfallen.
Der Murter gehört zur Piz Grisch-Gruppe, einer Untergruppe der Oberhalbsteiner Alpen. Der Grat befindet sich auf Gemeindegebiet von Surses, bei der Kulmination verläuft jedoch die Gemeindegrenze zu Ferrera.
Zu den Nachbargipfeln gehören der Piz Arlos, der Piz Arblatsch, der Piz Forbesch, der Piz Cagniel, der Piz Alv, der Piz Settember, der Sur Carungas, der Piz Cartas und der Piz Martegnas.
Der am weitesten entfernte sichtbare Punkt (46° 1′ 34,9″ N, 7° 53′ 7,1″ O) vom Kulminationspunkt des Murter befindet sich 370 m nördlich des Rimpfischhorns, östlich von Zermatt in den Walliser Alpen, und ist 136,9 km entfernt.
Talorte sind Riom, Parsonz und Savognin. Häufiger Ausgangspunkt ist Radons.

## Routen zum Gipfel
Eine Begehung des Grates (eher von Süden nach Norden) ist zwar möglich, aber jedenfalls zeitraubend. Ein als Wanderweg weiss-rot-weiss markierter Weg führt 50 m südlich von der Kulmination vorbei:

### Über den Südostgrat
- Ausgangspunkt: Radons (1893 m) oder Innerferrera (1480 m)
- Via: Fuorcla Starlera (2512 m)

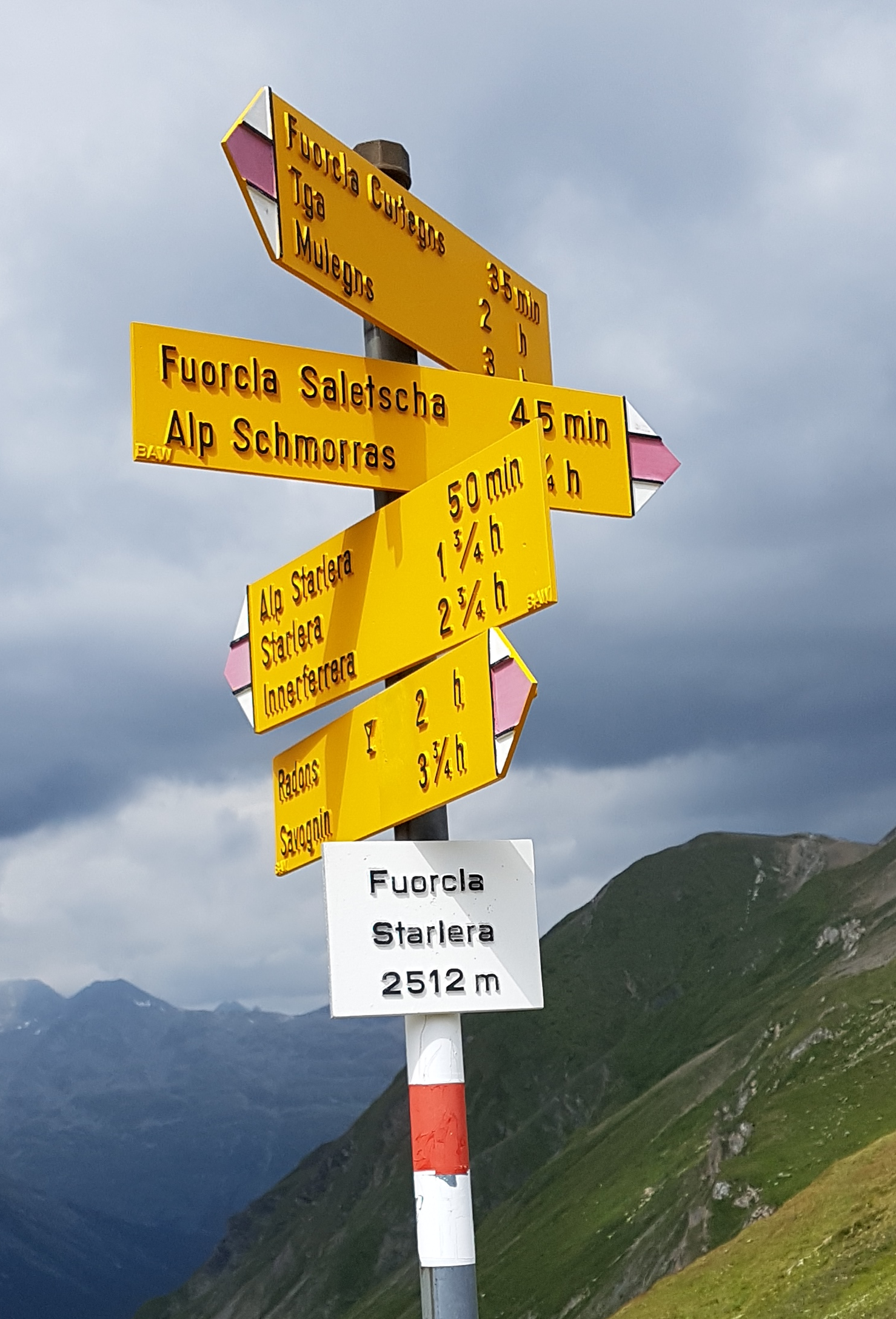
Wegweiser auf der Fuorcla Starlera.

1. Von Radons durch die Val Curtegns zur Fuorcla Starlera
2. Von Innerferrera via Starlera (1782 m), Alp Starlera (2078 m), Pass Mal, Alp Sura (2276 m) zur Fuorcla Starlera

- Schwierigkeit: EB, als Wanderweg weiss-rot-weiss markiert.
- Zeitaufwand: ¾ Stunden vom Pass Starlera

1. 3 Stunden von Radons
2. 4¼ Stunden von Innerferrera

### Über den Westgrat
- Ausgangspunkt: Radons (1893 m) oder Innerferrera (1480 m)
- Via:

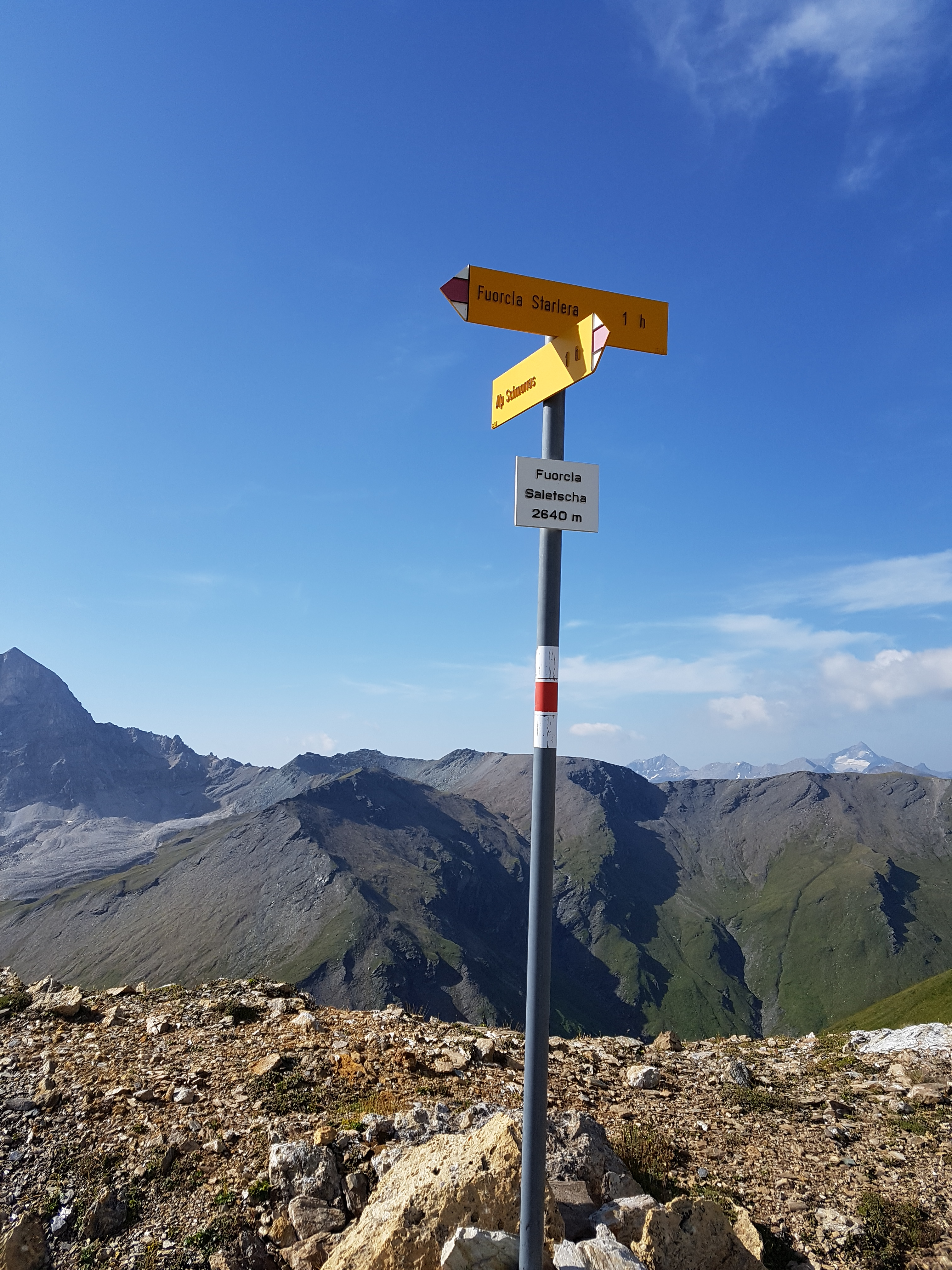
Wegweiser auf P. 2638, östlich der Fuorcla Saletscha.

1. Von Radons via Alp Schmorras (2274 m), Lai da Schmorras (2291 m) bis fast zur Fuorcla da Saletscha, vorher jedoch nach Süden und bei P. 2638 den Grat erreichen.
2. Von Innerferrera dem Weg zur Fuorcla Starlera bis jenseits vom Pass Mal folgen, und dann nordwärts dem Abhang hinan. Statt zur Fuorcla da Saletscha kann vorher nach nordosten abgebogen werden um den Grat bei P. 2638 zu erreichen.

- Schwierigkeit:

1. EB, als Wanderweg weiss-rot-weiss markiert
2. EB/BG

- Zeitaufwand:

1. 3½ Stunden von Radons
2. 4½ Stunden von Innerferrera

## Galerie

Der ganze Grat des Murter (mit Piz Mez links und die Culmination rechts), aufgenommen von der Alp Schmorras.
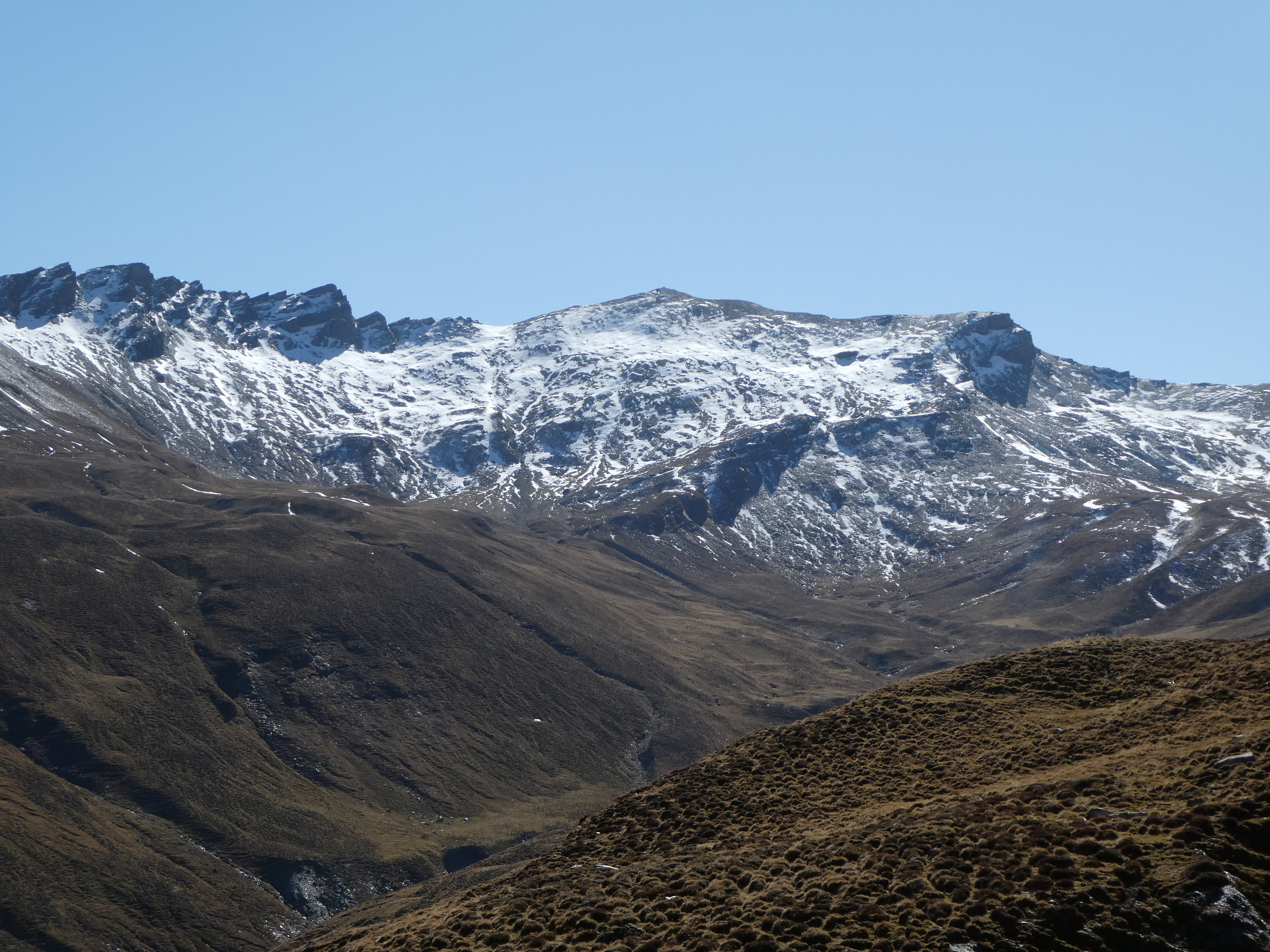
Die Culmination, aufgenommen von der Alp Schmorras.
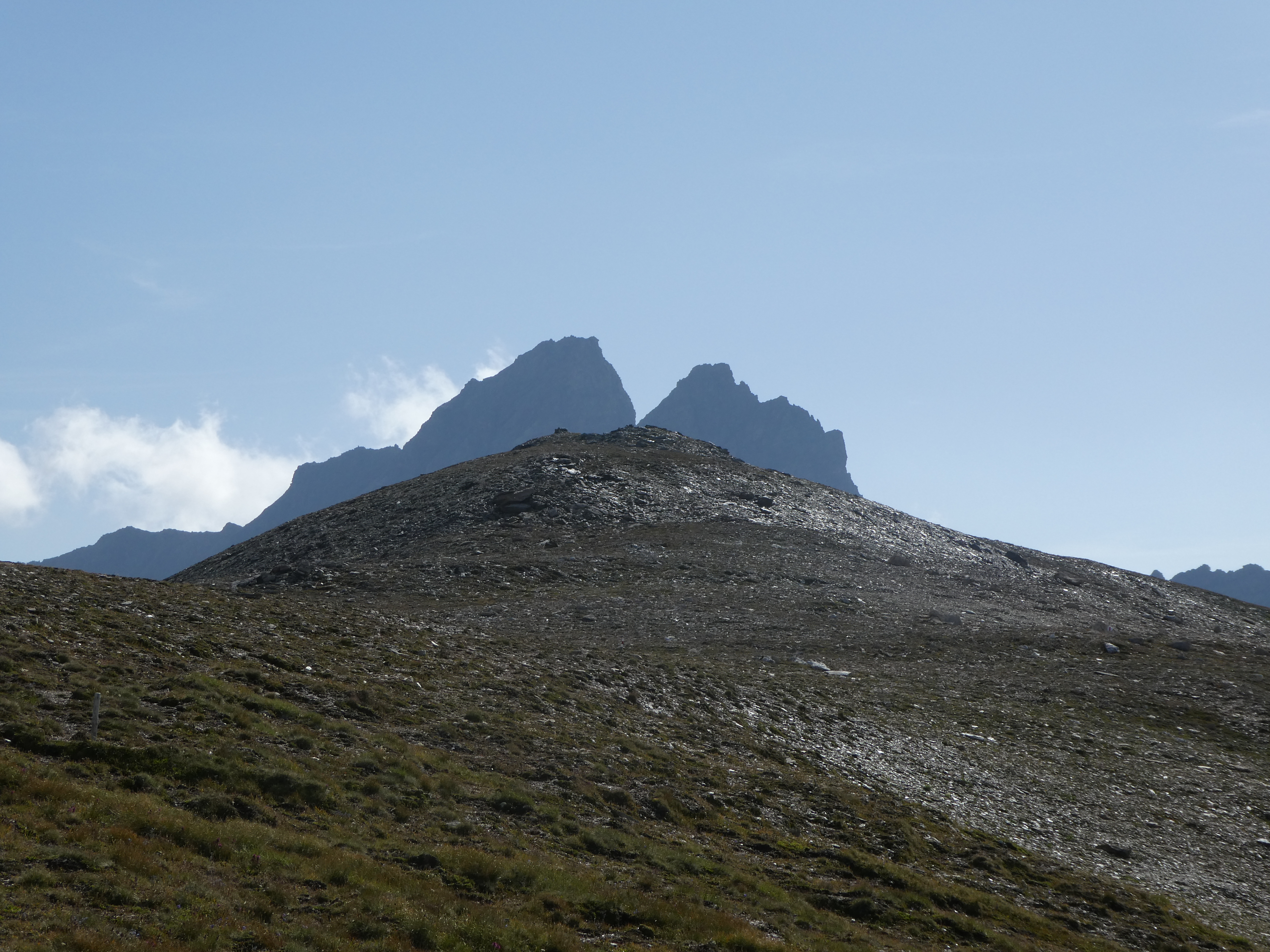
Die Culmination, im Hintergrund der Piz Forbesch.
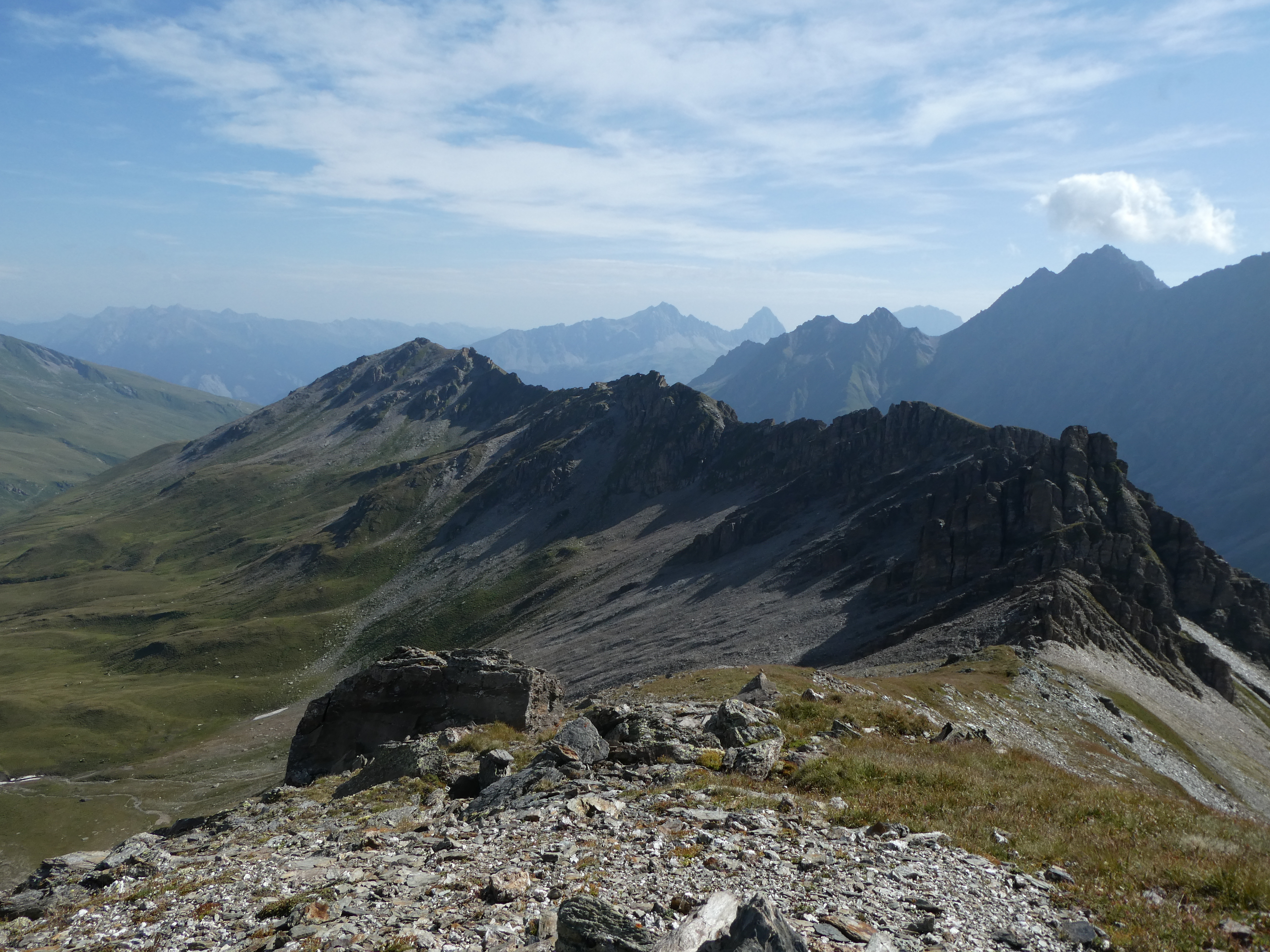
Blick von der Kulmination über den ganzen Grat des Murter. Ganz am Schluss befindet sich der Piz Mez.